# 曹议文
曹议文（英語：Sherry Cao，1984年9月30日—），浙江杭州人，毕业于上海师范大学谢晋影视艺术学院表演系，曾获得2003年度“上海小姐”亚军，为中国大陆知名演员。

## 生平
曹议文早年毕业于上海师范大学的谢晋影视艺术学院表演系。她的处女作是《中华小当家》，当时她给观众的印象使得观众认为她极像当年的张柏芝；而真正使她为观众所熟知的是她在《神通乡巴佬》中出演了盲女方圆园。她曾对媒体透露自己的人生规划：“我给自己定下了原则：30岁前努力做个成功的演员，30岁之后就会侧重做个成功的服装设计师。其实我现在也在做服装方面的设计，只不过随着年龄的增长，我会有一种侧重点的倾斜。”

## 家庭
曹议文和母亲曹晓红之间的关系很好，儿时，她和母亲起了争执，不管对于错，总是她首先主动道歉，后来她曾陪伴母亲去日本旅游。

## 作品

### 电视剧
| 年份   | 中文名称   | 角色   | 备注       |
| ------ | ---------- | ------ | ---------- |
| 2005年 | 中华小当家 | 嘟嘟   | 中日合拍片 |
| 2006年 | 天涯歌女   | 沈琳琳 |            |
| 2007年 | 绣娘兰馨   | 素素   |            |
| 2006年 | 龙门驿站   | 红雪   |            |

### 电影
| 年份   | 中文名称             | 角色   | 备注 |
| ------ | -------------------- | ------ | ---- |
| 2006年 | 陆小凤传奇之血衣之谜 | 何清清 |      |
| 2009年 | 功夫厨神             | 兰桂芳 |      |
| 2012年 | 神通乡巴佬           | 方圆园 |      |